# Chervén Briag
Chervén Briag (en búlgaro: Червѐн бряг) es una ciudad de Bulgaria, capital del municipio homónimo en la provincia de Pleven.

## Geografía
Se encuentra a una altitud de 121 m s. n. m. a 123 km de la capital nacional, Sofía.

## Demografía
Según estimación 2012 contaba con una población de 10 472 habitantes.
|         | 2004   | 2005   | 2006   | 2007   | 2008   | 2009   | 2010   | 2011  |
| Mujeres | 7 532  | 7 421  | 7 383  | 7 216  | 7 183  | 7 109  | 7 013  | 6 340 |
| Varones | 7 232  | 7087   | 7 011  | 6 867  | 6 832  | 6 747  | 6 621  | 6 299 |
| Total   | 14 764 | 14 508 | 14 394 | 14 083 | 14 015 | 13 856 | 13 634 | 12639 |